# Vuelta a Murcia 2018
La Vuelta a Murcia 2018, trentottesima edizione della corsa e valevole come evento dell'UCI Europe Tour 2018 categoria 1.1, si svolse il 10 febbraio 2018 su un percorso di 208,3 km, con partenza da Beniel e arrivo a Murcia, in Spagna. La vittoria fu appannaggio dello spagnolo Luis León Sánchez, il quale completò il percorso in 5h06'34", alla media di 40,77 km/h, precedendo il connazionale Alejandro Valverde e il belga Philippe Gilbert.
Sul traguardo di Murcia 39 ciclisti, su 133 partiti da Beniel, portarono a termine la competizione.

## Squadre e corridori partecipanti
| N.    | Cod. | Squadra              |
| ----- | ---- | -------------------- |
| 1-7   | MOV  | Movistar Team        |
| 11-17 | AST  | Astana Pro Team      |
| 21-27 | BOH  | Bora-Hansgrohe       |
| 31-35 | MTS  | Mitchelton-Scott     |
| 41-47 | COF  | Cofidis              |
| 51-56 | QST  | Quick-Step Floors    |
| 61-67 | TKA  | Team Katusha Alpecin |
| 71-77 | DEN  | Direct Énergie       |
| 81-87 | WGG  | Wanty-Groupe Gobert  |
| 91-97 | GAZ  | Gazprom-RusVelo      |

| N.      | Cod. | Squadra                       |
| ------- | ---- | ----------------------------- |
| 101-107 | EUS  | Euskadi Basque Country-Murias |
| 111-117 | EUK  | Team Euskadi                  |
| 121-127 | SVB  | Sport Vlaanderen-Baloise      |
| 131-137 | RLY  | Rally Cycling                 |
| 141-146 | VWC  | Veranda's Willems-Crelan      |
| 151-157 | BBH  | Burgos-BH                     |
| 161-167 | RNL  | Roompot-Nederlandse Loterij   |
| 171-177 | CCC  | CCC Sprandi Polkowice         |
| 181-187 | CJR  | Caja Rural-Seguros RGA        |
| 191-196 | DGV  | Dare Gaviota                  |

## Ordine d'arrivo (Top 10)
| Pos. | Corridore            | Squadra    | Tempo    |
| ---- | -------------------- | ---------- | -------- |
| 1    | Luis León Sánchez    | Astana     | 5h06'34" |
| 2    | Alejandro Valverde   | Movistar   | a 15"    |
| 3    | Philippe Gilbert     | Quick-Step | a 2'15"  |
| 4    | Matteo Trentin       | Mitchelton | a 3'54"  |
| 5    | Pieter Serry         | Quick-Step | s.t.     |
| 6    | Jakob Fuglsang       | Astana     | s.t.     |
| 7    | Bob Jungels          | Quick-Step | a 3'57"  |
| 8    | Willie Smit          | Katusha    | a 5'11"  |
| 9    | José Joaquín Rojas   | Movistar   | a 5'16"  |
| 10   | Pieter Vanspeybrouck | Wanty      | s.t.     |